# Thomas Oden Lambdin

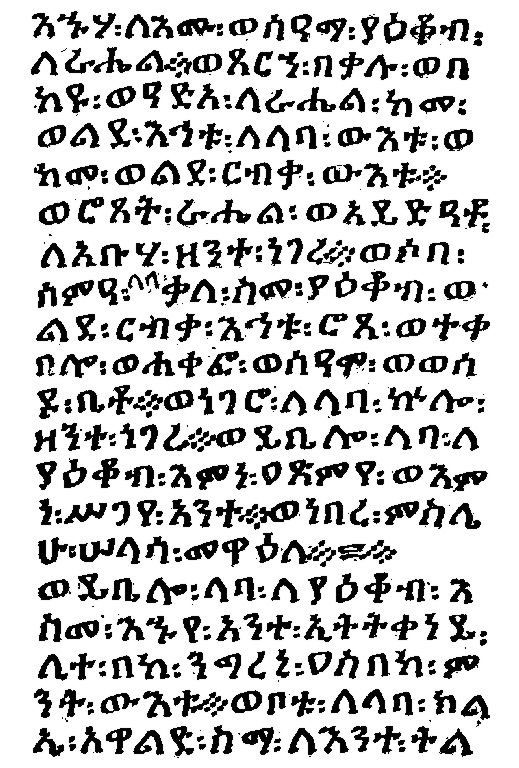

Thomas Oden Lambdin né le 31 octobre 1927 et mort le 8 mai 2020, est l'une des autorités de pointe en matière de langues sémitiques et égyptiennes. Il est professeur émérite de langues sémitiques à l'université Harvard.
Outre ses recherches, il est apprécié pour la qualité de ses manuels d'introduction à l'hébreu biblique, au copte, au guèze et au gotique.

## Œuvres
- Lambdin, Thomas O., « The Bivalence of Coptic Eta and Related Problems in the Vocalization of Egyptian », Journal of Near Eastern Studies, vol. 17, no 3,‎ 1958, p. 177–193 (DOI 10.1086/371466)
- (en) Introduction to Biblical Hebrew, Londres, Darton,Longman and Todd Ltd, 1971, 345 p. (ISBN 978-0-232-51369-1)
  - Introduction à l'hébreu biblique, Lyon, PROFAC, 2008, 314 p. (ISBN 2-85317-115-9)
- (en) Introduction to Classical Ethiopic, Missoula, Montana, Scholars Press, coll. « Harvard Semitic Studies 24 », 1978, 452 p. (ISBN 978-0-89130-263-6, LCCN 78012895)
- Introduction to Sahidic Coptic, Macon, Mercer University Press, 1983
- (2006) Introduction to the Gothic Language. Eugene: Wipf & Stock Publishers